# 西川たけのすけ
西川 たけのすけ（にしかわ たけのすけ、1972年11月1日 - ）は、日本の男性声優、ナレーター、DJ、舞台俳優。所属事務所はキャラ。以前は大阪テレビタレントビューローに所属していた。摂南大学工学部経営工学科卒業。

## 出演

### CM
- NOVA
- スキージャム勝山
- 白英

### ゲーム
- COOL COOL TOON（ミラー）
- SNK VS. CAPCOM SVC CHAOS（ガイル）
- ネオジオバトルコロシアム（マルコ・ロッシ）

### 舞台
- IN! 〜開かないドアを今日もノックする!〜
- 一人はあかん!
- やさしさを取り戻す時に

### ラジオ
- FM OSAKA INFORMATION（エフエム大阪）